# Dominique Buki
Dominique Buki, né en décembre 1962, est un joueur de hockey subaquatique français, licencié au Sub Galatée Le Chesnay (anciennement ASSOC Le Chesnay 78 jusqu'en 1990, aussi club de Thomas de Trébons) et à la Fédération française d'études et de sports sous-marins (FFESSM).

## Carrière
Avec ses deux frères, Frédéric (né en décembre 1964) et Nicolas (également du même club), tous trois ont travaillé à exporter le hockey subaquatique, notamment en Europe de l’Est (Hongrie...).
Leur nom est resté attaché à une feinte du palet qui passe sous le coude.
Dominique a participé à 27 championnats de France sur 28 de 1982 (1re édition de la première compétition) à 2009 (seul Philippe Van Rechem, du LUC Lille, participa à toutes les éditions jusqu'en 2000), et avec ses deux frères, ils ont participé sept années de suite au championnat avec Le Chesnay.
Son surnom "El Cabrito" lui a été donné lors d'un séjour à Madrid, en raison du tatouage qu'il s'y est fait faire.

## Palmarès

### En équipe nationale
- Champion du monde CMAS de hockey subaquatique, en 1998 (à San José, États-Unis, face à l'Afrique du Sud;

entraîneur Frédéric Buki);
- Vice-champion du monde CMAS de hockey subaquatique, en 2000 (à Hobart, Australie);
- Champion d'Europe CMAS de hockey subaquatique, en 1995 (à Ammersfort, Pays-Bas) et 1997 (à Reims, France);
- Vice-champion d'Europe en 1999 (à Kranj);
- 3e du championnat d'Europe, en 1985, 1987, 1989, 1991 (à Charleroi), et 1993 (à Sheffield);

### En club
- Octuple champion de France avec Le Chesnay, en 1987, 1988, 1989, 1990, 1993, 1994, 1995, et 1996[2];
- Quadruple vice-champion de France, en 1985, 1991, 1997, et 1998;
- 3e de la coupe d'Europe en 1993 (à Crystal Palace).